# کریسولو
کریسولو (به ایتالیایی: Crissolo) یک کومونه در ایتالیا است که در استان کونیو واقع شده‌است.

## خصوصیات
کریسولو ۴۸٫۸ کیلومترمربع مساحت و ۱۹۵ نفر جمعیت دارد.